# Heinrich Clausen (Agrarwissenschaftler)
Heinrich Clausen (* 10. April 1860 in Munkbrarup; † 25. Februar 1944 in Heide) war ein deutscher Agrarwissenschaftler und Direktor der Landwirtschaftsschule in Heide.

## Leben
Clausen war der Sohn des Hufners Hans Nicolay Clausen und dessen Frau Margaretha Dorothea, geb. Owesen. Als einziger Sohn arbeitete Clausen zunächst auf dem Hof der Eltern. Erst mit Mitte zwanzig durfte er die Ackerbauschule in Kappeln besuchen und ab 1887 dann in Jena Landwirtschaft studieren. An der Universität Jena wurde Clausen dann auch promoviert; anschließend wurde er Lehrer an der Landwirtschaftlichen Schule in Wittstock. 1891 wurde er Direktor der zwei Jahre zuvor gegründeten Landwirtschaftsschule in Heide.
Clausen arbeitete weiter auch wissenschaftlich, wobei er auch die Ergebnisse der Versuchstätigkeit der Landwirtschaftsschule nutzen konnte. Daneben richtete er einen „Kreis-Obstgarten“ ein und schuf Lehrmittel für den landwirtschaftlichen Unterricht. In seiner Amtszeit wurde 1925 ein Neubau für die Landwirtschaftliche Schule in Heide eingeweiht. 1927 trat Clausen in den Ruhestand.

## Schriften
- Beiträge zur Kenntnis der Athmung der Gewächse und des pflanzlichen Stoffwechsels. In: Landwirthschaftliche Jahrbücher 1890 (Jena, Phil. Fak., Inaug.-Diss. v. 1890).
- Landmanns Buchführung: leichtfaßliche Anleitung mit durchgeführtem Jahresbeispiel. Parey, Berlin 1897 (Landwirtschaftliche Unterrichtsbücher; [26]).
- Die Fruchtfolgen Deutschlands. Ulmer, Stuttgart
  - Bd. 1: Kurzer beschreibender Text zur Tafel: schematische Darstellung der verschiedenen Fruchtfolgen 1897.
- Futter-Ersatzzahlen: ein Nachschlagebuch für den praktischen Landwirt bei der Auswahl der Futtermittel. Selbstverlag, Lunden 1899.
- Resultate von Feldversuchen: Bericht über Versuchsanstellungen an der landwirtschaftlichen Schule in Heide, Holstein. F. Telge, Schöneberg-Berlin 1900.
- Eine Kritik über den Werth der Körpermessungen an Rindern. Vollbehr & Riepen, Kiel 1902 (Arbeiten der Landwirtschaftskammer für die Provinz Schleswig-Holstein; 7).
- Die Resultate der Tannendüngungsversuche in den Kreisforsten Norderdithmarschens. Riechert, Heide 1909.
- Bericht über Versuchsergebnisse an der Landwirtschaftlichen Schule in Heide: zum 25-jährigen Bestehen der Anstalt. Parey, Berlin 1914.
- Inventarien-Verzeichnis für den Landwirt zur jährlichen Ermittlung des Reinvermögens : Ein Hilfsbuch bei der Feststellung d. steuerpflicht. Einkommens. 4. Aufl. Parey, Berlin 1914.
- Geschäftskunde und Schriftverkehr des Landwirts: ein Hilfsbuch für landwirtschaftliche Schulen. Hoffmeister, Hannover 1927.
- Versuchsresultate beim Kartoffelbau: Erfahrungen in der Versuchstätigkeit während eines Lebensalters. Neumann, Neudamm 1931.